# متحف تيسين-بورنيميسزا
متحف تيسين بورنيميسزا الوطني (بالإسبانية: Museo Nacional Thyssen-Bornemisza)‏ ( تلفظ بالإسبانية: ‎/muˈse.o ˈtisem boɾneˈmisa/‏ )، أو ببساطة تيسين، هو متحف فني في مدريد، إسبانيا، يقع بالقرب من متحف برادو في أحد الشوارع الرئيسية بالمدينة. يُعرف بأنه جزء من «المثلث الذهبي للفنون»، والذي يضم أيضًا معارض برادو ورينا صوفيا الوطنية. تملأ تيسين بورنيميسزا الثغرات التاريخية في مجموعات نظيراتها: في حالة برادو، يشمل هذا الأعمال الأولية الإيطالية والأعمال من المدارس الإنجليزية والهولندية والألمانية، بينما في حالة رينا صوفيا، يتعلق الأمر بالانطباعيين والتعبيرية والأوروبيين والأوروبيين. لوحات أمريكية من القرن العشرين.
مع أكثر من 1600 لوحة، كانت ذات يوم ثاني أكبر مجموعة خاصة في العالم بعد المجموعة الملكية البريطانية. أقيمت مسابقة لإيواء جوهر المجموعة في 1987-1988 بعد أن بحث البارون تايسن، بعد أن سعى دون جدوى للحصول على إذن لتوسيع متحفه في لوغانو (فيلا فافوريتا)، عن موقع أكثر ملاءمة في مكان آخر في أوروبا.

## التاريخ

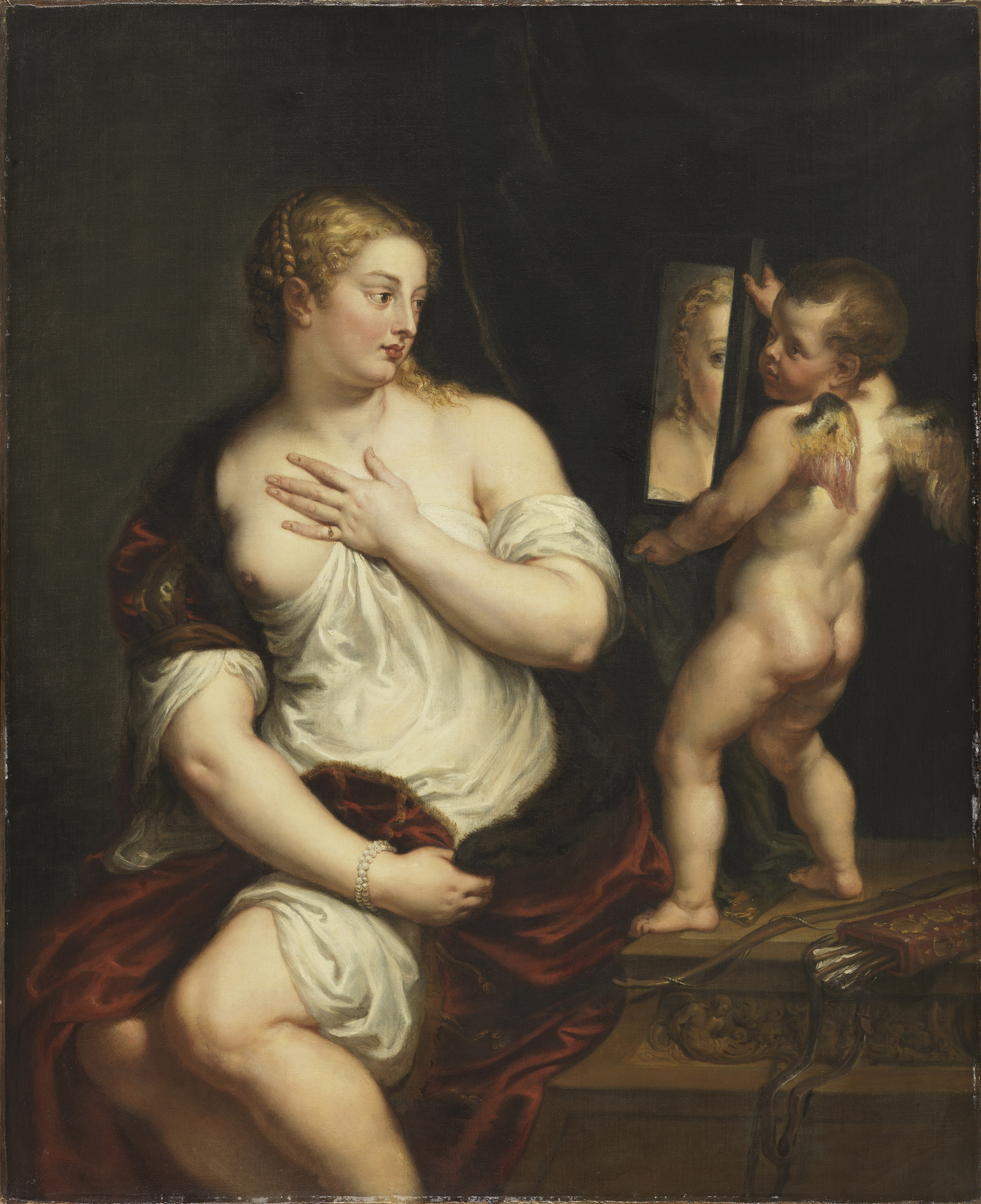
فوني وكوبيد يحملان مرآة، بقلم بيتر بول روبنز

بدأت المجموعة في عشرينيات القرن الماضي كمجموعة خاصة من هينريش، بارون تيسين بورنيميسزا دي كازون. في انعكاس لحركة اللوحات الأوروبية إلى الولايات المتحدة خلال هذه الفترة، كان أحد مصادر البارون الأكبر هو مجموعات أصحاب الملايين الأمريكيين الذين يتعاملون مع الكساد الكبير وضرائب الميراث. وبهذه الطريقة حصل على لوحات رئيسية قديمة مثل صورة غيرلاندايو لجيوفانا تورنابوني (التي كانت موجودة في مكتبة مورغان مرة واحدة) وفارس كارباتشيو (من مجموعة أوتو كان). تم توسيع المجموعة لاحقًا من قبل ابن هاينريش، البارون هانز هاينريش تيسين بورنيميزا (1921-2002)، الذي جمع معظم الأعمال من مجموعات أقاربه وشرع في الحصول على أعداد كبيرة من الأعمال الجديدة (من الفن القوطي إلى لوسيان فرويد.).
تم وضع المجموعة في البداية في ملكية عائلية في لوغانو في مبنى من عشرين غرفة على غرار ناو بيناكوتيك في ميونيخ. في عام 1988، قدم البارون طلبًا لبناء ملحق إضافي صممه المعماريان البريطانيان جيمس ستيرلنغ ومايكل ويلفورد، لكن الخطة رفضها مجلس مدينة لوغانو.
في عام 1985، تزوج البارون كارمن "تيتا" سيرفيرا (السابق ملكة جمال إسبانيا 1961) وقدم لها لجمع الفن. كان تأثير سيرفيرا حاسما في إقناع البارون بنقل جوهر مجموعته إلى إسبانيا حيث كان لدى الحكومة المحلية مبنى متاح بجوار برادو. افتتح متحف تيسين بورنيميسزا رسميا في عام 1992، وعرض 715 عملا فنيا. وبعد مرور عام، اشترت الحكومة الإسبانية 775 يعمل ل 350 $ مليون دولار. هذه القطع موجودة الآن في المتحف المصمم لهذا الغرض في مدريد. بعد افتتاح المتحف، في عام 1999، أقرضت Cervera 429 عملا من مجموعتها الفنية الخاصة إلى المتحف لمدة 11 عاما. تم تجديد القرض سنويا مجانا من عام 2012.
تظل البارونة متورطة في المتحف. قررت بنفسها اللون الوردي السلمون للجدران الداخلية وفي مايو 2006، تظاهرت علنًا ضد خطط عمدة مدريد، ألبرتو رويز غالاردون لإعادة تطوير باسيو ديل برادو حيث اعتقدت أن الأعمال وحركة المرور ستضر بالمجموعة والمتحف مظهر خارجي.
في عام 2015، أجلت البارونة التجديد السنوي لقرضها بينما قررت نقل مجموعتها مؤقتًا مقابل رسوم إلى متحف في برشلونة أو الولايات المتحدة أو روسيا أم لا. قررت في النهاية الاحتفاظ بالمجموعة في مدريد، ولكن في عام 2017، أجلت مرة أخرى توقيع الاتفاقية. في عام 2021، أبرمت وزارة الثقافة رسميًا اتفاقية لإعارة المجموعة مقابل رسوم سنوية قدرها 6.5 مليون يورو (7.8 مليون دولار) على مدار 15 عامًا.

## المجموعة

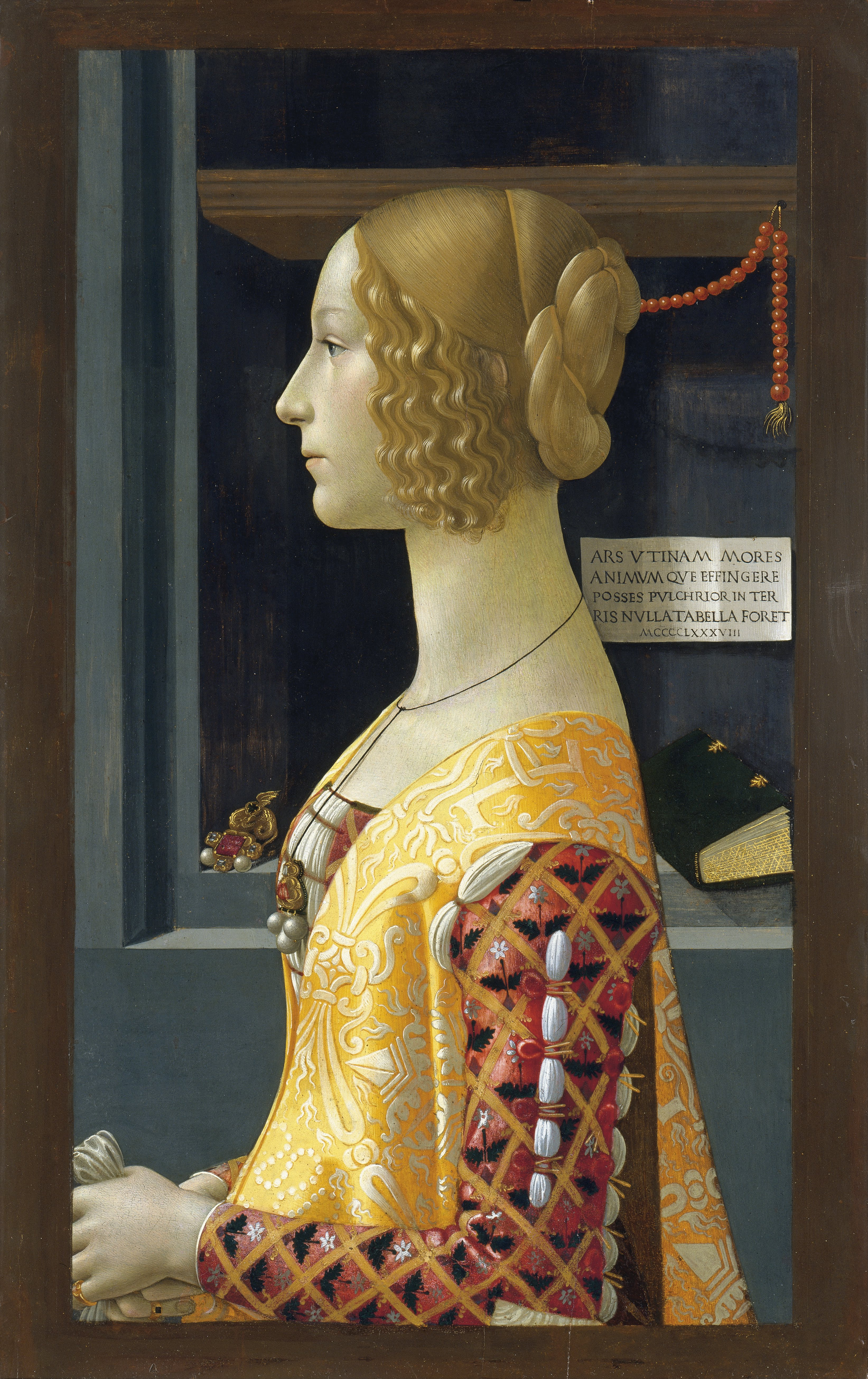
صورة جيوفانا تورنابوني لدومينيكو غيرلاندايو، 1489-90

تم شراء ذا أولد ماسترز (بالإنجليزية: The Old Masters)‏ بشكل أساسي من قبل البارون الأكبر، بينما ركز هانز بشكل أكبر على القرنين التاسع عشر والعشرين، مما أدى إلى مجموعة تمتد على مدى ثمانية قرون من الرسم الأوروبي، دون الادعاء بإعطاء رؤية شاملة بل سلسلة من النقاط البارزة.

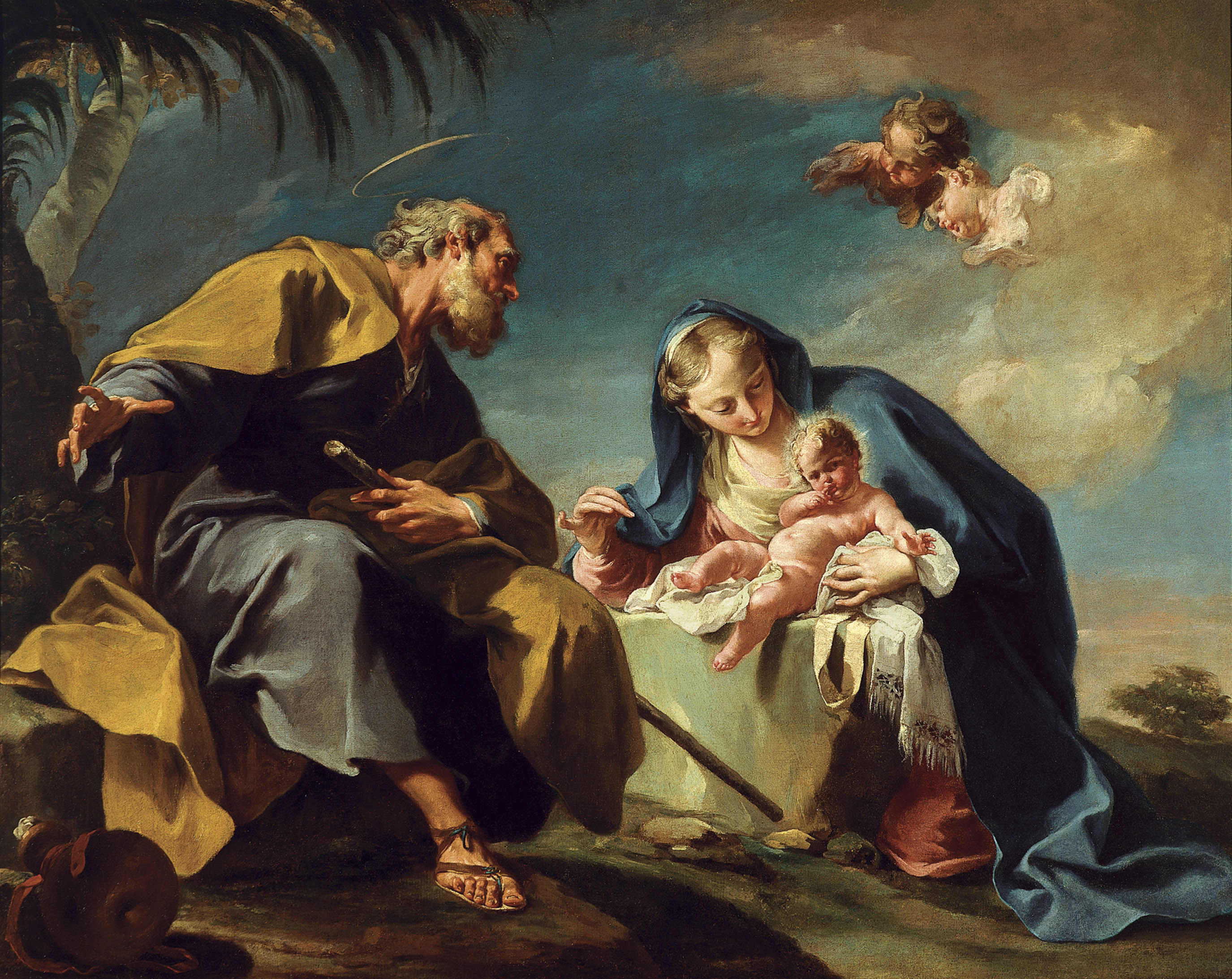
صورة تُصوّر في رحلة إلى مصر بواسطة جيامباتيستا بيتوني، 1725، زيت على قماش، 108 × 135 سم

واحدة من النقاط المحورية هي اللوحة الأوروبية المبكرة، مع مجموعة كبيرة من تريسنتو وكواتروسينتو (أي القرنين 14 و15) لوحات الايطاليه دوتشيو، لوكا دي توم، برناردو دادي، باولو أوشيلو، بينوتزو غوزولي ومعاصريه، ويعمل من الرسامين الفلمنكيين والهولنديين الأوائل مثل جان فان إيك ( ديبتيش أوف البشارة )، بيتروس كريستوس ( مادونا من الشجرة الجافة )، روبرت كامبين، روجير فان دير وايدن، جيرارد ديفيد وهانز ميملينج.
ومن أبرز أعمال أخرى من خلال قيادة النهضة، الباروك والروكوكو والرسامين، بما في ذلك أنتونيلو دا ميسينا ( صورة لرجل )، فرانشيسكو ديل كوسا، برامانتينو ( كريستوس دولينس )، فرا بارتولوميو، جوليو رومانو، جيوفاني بيليني، بالما ايل فيكيو، تيتيان، تينتوريتو، نضرة، جاكوبو باسانو، سيباستيانو ديل بيومبو (صورة فييري كارونديليه )، برناردينو لويني، أنجولو برونزينو، دومينيكو بيكافومي، ألبرشت دورر ( المسيح من بين الأطباء )، هانس بالدونغ Grien، لوكاس كراناتش والمسنين، هانز هولباين (صورة لهنري الثامن )، ألبريشت ألتدورفر، إل جريكو، كارافاجيو ( سانت كاترين )، جويرسينو، سيباستيانو ريتشي، روبنز، فان ديك، موريللو، رامبرانت، فرانس هالز ( صورة عائلية في منظر طبيعي)، سيمون فويت، كلود لورين، كاناليتو، فرانشيسكو غواردي، تيبولو، جامباتيستا بيتوني، اتو، فرانسوا باوتشر، شاردان، فراغونارد، غينزبورو و بومبيو باتوني، فضلا عن اثنين من صور الشهيرة التي رسمها دومينيكو غرلندايو ( جيوفانا تورنابوني ) و فيتوري كارباتشيو ( فارس في منظر طبيعي ). يضم المتحف عرضًا للوحات أمريكا الشمالية من القرنين الثامن عشر والتاسع عشر، بما في ذلك كوبلي، وينسلو هومر، جون سينجر سارجنت.

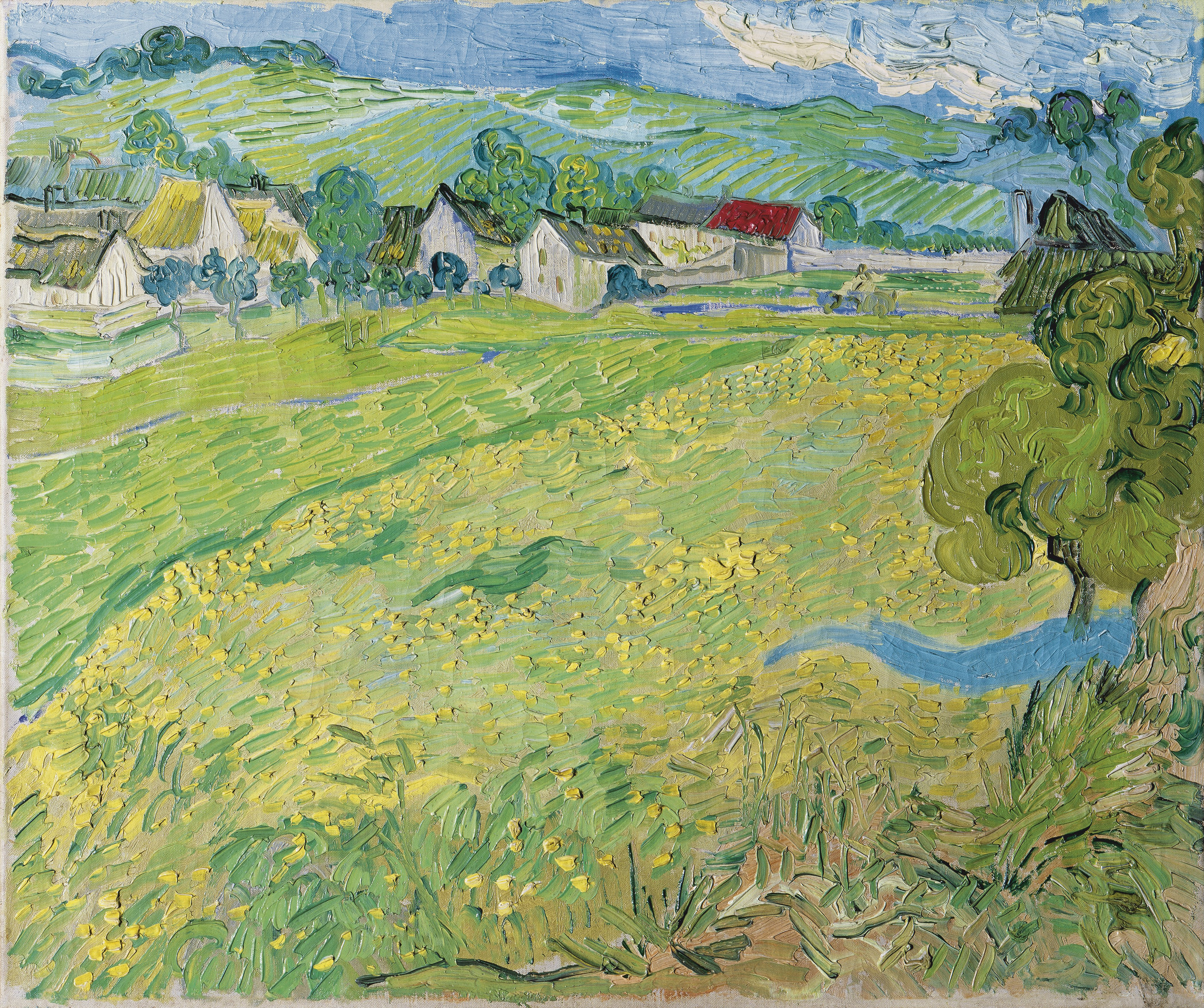
منظر لفيسينيتوس أوفيرس، بواسطة فنسنت فان جوخ، 1890

يبدأ عرض القرن التاسع عشر الأوروبي بأعمال فرانسيسكو جويا وتوماس لورانس وديلاكروا وجريكولت وكوروت وكوربيه. هناك أعمال انطباعية وما بعد الانطباعية للفنانين كلود مونيه وأوغست رينوار وإدغار ديغا وكاميل بيسارو وألفريد سيسلي وبيير بونارد وتولوز لوتريك وبول غوغان وسيزان وفنسنت فان جوخ. تشمل المجموعة الكبيرة من الفن الحديث في القرن العشرين أعمالًا تكعيبية لبيكاسو وبراك وخوان جريس، بالإضافة إلى لوحات لإدوارد مونش وإيجون شيل وجيمس إنسور وكاندينسكي وسلفادور دالي وبول كلي وشاجال وماغريت وبيت موندريان وإدوارد هوبر وجاكسون بولوك ومارك روثكو وروي ليشتنشتاين وويليم دي كونينج وفرانسيس بيكون. اختيار التعبيرية الألمانية واسع النطاق، ويشمل إميل هانسن وإرنست لودفيغ كيرشنر وأوقست ماكي وماكس بكمان وجورج غروز وأوتو ديكس.
توجد مجموعة من الأعمال من المتحف ( فرا أنجيليكو، كراناش، تيتيان، كاناليتو) في برشلونة في المتحف الوطني للفنون في كتالونيا. إحدى اللوحات، شارع سانت أونوريه في فترة ما بعد الظهر، تأثير المطر لكاميل بيسارو، كانت مملوكة لامرأة يهودية، ليلي كاسيرير التي أجبرها مسؤول نازي على استبدالها بالإكراه للحصول على تأشيرة خروج للهروب من ألمانيا النازية، قريبًا بعد ليلة الكريستال عام 1939. بحلول عام 2015، رفع أحفادها دعوى قضائية ضد المتحف، على أساس أن النازيين قد نهبوه. في 1 مايو 2019، قرر قاض من ولاية كاليفورنيا أن المتحف له الحق في الاحتفاظ باللوحة، على الرغم من الاتفاقيات الدولية التي تنص على عكس ذلك.

## مبيعات
في عام 2011، بسبب «نقص الأموال السائلة»، قررت سيرفيرا بيع لوحة ذا لوك (بالإنجليزية: The Lock)‏ للفنان الإنجليزي جون كونستابل. تم بيع اللوحة، التي تنتمي إلى مجموعتها الخاصة، في لندن في العام التالي مقابل 22.4 جنيهًا إسترلينيًا مليون، أي أكثر من ضعف السعر المدفوع في عام 1990.

## روابط خارجية
- الموقع الرسمي
- EducaThyssen الموقع الإلكتروني لقسم البحوث والدراسات الإضافية
- زيارة افتراضية في Google Art Project